# Jeanie Lundegård
Jeanie Lundegård, även Jane Lundegård, född Jeanie Caroline Hughina MacDowall 13 augusti 1870 i Anderston, Skottland, död 8 december 1946 i Engelbrekts församling, var en svensk kulturpersonlighet och kvinnosakskvinna.

## Biografi
Lundegård föddes som MacDowall i Skottland 1870, som dotter till vinhandlaren Hugh Shaw MacDowall och Agnes Sawers. Vid fyra års ålder flyttade hon till Sverige, där hon uppfostrades hos sina morföräldrar i Göteborg. I vuxen ålder flyttade hon till Stockholm, där hon bosatte sig i Ellen Keys författarhus på Villagatan på Östermalm i Stockholm. Därigenom kom hon att umgås i kretsar med personer som Tor Hedberg och Daniel Fallström. Det var även hos Key som hon träffade sin blivande make, författare Axel Lundegård. De gifte sig 1893.
Under några år bosatte sig makarna Lundegård i Gränna, där Jeanie Lundegård under några år var den ledande företrädaren för Landsföreningen för kvinnans politiska rösträtt. Hon var i den egenskapen även ledamot av föreningens centralstyrelse.
Efter makens död 1930 flyttade hon tillbaka till Stockholm, där hon återigen umgicks i författarkretsar. Bland vännerna märktes bland annat Oscar Levertin och Verner von Heidenstam, där den sistnämnda gav Lundegård smeknamnet Axelina.
Över 2 000 brev till och anteckningar från makarna Lundegård finns bevarade i Handskriftssamlingen på Kungliga biblioteket.